# Profilerka
Profilerka – polski serial kryminalny w reżyserii Moniki Jordan-Młodzianowskiej (sezon 1) oraz Tomasza Szafrańskiego (sezon 2) emitowany od 7 września 2024 roku na antenie stacji telewizyjnej TVP1.
Zdjęcia do serialu powstawały w Augustowie, Warszawie, Konstancinie-Jeziornie i Gołkowie.

## Fabuła
Profilerka Julia Wigier (Wiktoria Gorodeckaja) w trakcie urlopu nad jeziorem dołącza do śledztwa nad morderstwem całej rodziny w leśniczówce pod Augustowem, które prowadzi jej dawny znajomy, komisarz Karol Nadzieja (Michał Czernecki). Oboje usiłują wyjaśnić okoliczności zdarzenia, a seryjny morderca zaczyna zabijać w Augustowie kolejne, pozornie niezwiązane ze sprawą osoby. 

## Obsada

### Sezon 1

#### Główna
- Wiktoria Gorodeckaja – profilerka Julia Wigier
- Michał Czernecki – komisarz Karol Nadzieja
- Aleksandra Pisula – prokurator Monika Pawluk
- Jowita Budnik – Zofia Hryszkiewicz
- Mirosław Baka – Stefan Barski
- Wiesław Cichy – komendant Roman Kłodowski „Kałdun”
- Mariusz Jakus – Józef Hryszkiewicz
- Tomasz Taranta – policjant Tomek Dziemianiuk
- Hubert Woliński – policjant Włodek Szkarnulis

#### Drugoplanowa i epizodyczna
- Maciej Maciejewski – policjant Piotr Sawko
- Juliusz Chrząstowski – patolog Longin Szablewski
- Dobromir Dymecki – Marek Wigier, mąż Julii
- Jan Dravnel – Matas Sawukanis
- Mateusz Zacharzewski – policjant Leszek Ranuszkiewicz
- Sebastian Jasnoch – Andrzej Janonis
- Wojciech Czerwiński – Stanisław Gibas
- Barbara Tukendorf – Irena Szułowicz
- Magdalena Czerwińska – Elżbieta Ekiert
- Jędrzej Hycnar – Olgierd Woliński
- Dawid Dziarkowski – Józek
- Magdalena Gnatowska – Maria Świstunowa
- Ewa Telega – Roma
- Emma Giegżno – dziennikarka Hanka Pietrewicz
- Anna Korcz – Violetta Pawluk
- Jakub Sierenberg – policjant Mietek
- Viktoria Brzezińska – Aneta Dziemianiuk
- Katarzyna Misiewicz-Żurek – Emilia Dąbek
- Piotr Jankowski – leśniczy Hubert Dąbek
- Aleksandra Justa – Teresa Orszańska
- Monika Pikuła – Beata
- Dagmara Bąk – Basia Urbańska
- Małgorzata Zajączkowska – zielarka Felicja
- Mateusz Banasiuk – dziennikarz Artur Wenet
- Kamil Nożyński – Adam Zembalski
- Aleksandra Gałczyńska – Danuta Zembalska
- Joanna Różańska – Anna Janonis
- Christophe Falconnet – Holender
- Jacek Knap – Piotr Sarnowski
- Bartłomiej Kotschedoff – Zygmunt Urbański
- Agata Darnowska – Agnieszka Zaleska
- Joanna Gonschorek – dyrektorka domu kultury
- Andrzej Mastalerz – Marian Pietrewicz
- Maksymilian Obst – Olgierd

### Sezon 2[1]
- Wiktoria Gorodeckaja – profilerka Julia Wigier
- Michał Czernecki – komisarz Karol Nadzieja
- Mateusz Banasiuk – dziennikarz Artur Wenet
- Jędrzej Hycnar – Olgierd Woliński
- Aleksandra Justa – Teresa Orszańska
- Ewa Telega – Roma
- Marcin Czarnik
- Anna Karczmarczyk
- Józef Pawłowski
- Magdalena Lamparska
- Przemysław Sadowski
- Robert Czebotar
- Eliza Rycembel
- Marta Ścisłowicz
- Mirosław Haniszewski
- Przemysław Bluszcz

## Spis serii
| Seria | Seria | Odcinki    | Odcinki    | Sezon       | Premiera serii  | Finał serii       | Pora emisji   | Średnia oglądalność |
| ----- | ----- | ---------- | ---------- | ----------- | --------------- | ----------------- | ------------- | ------------------- |
| 1.    | 1.    | 1–12 (12)  | 1–12 (12)  | jesień 2024 | 7 września 2024 | 30 listopada 2024 | sobota, 20:20 | 1,08 mln            |
| 2.    | 2.    | 13–25 (13) | 13–25 (13) | jesień 2025 | 6 września 2025 | bd.               | sobota, 20:20 | bd.                 |